# 抛射兵器
抛射武器（projectile weapon）主要指用发射实体抛射物使其在空中独立飞行后撞击目标实现毁伤的远射武器，与同属于远射武器的喷流武器（如水炮和火焰喷射器）和能量武器（如激光武器和声波武器）相区别。
抛射武器种类繁多，按飞行动力的来源形式可划分为抛掷武器（手抛或机械抛送物体的冷兵器）、弹射武器（利用弹性势能发射物体的冷兵器）、喷射武器（利用流体动力推射物体的冷兵器或热兵器）以及尚且属概念阶段的磁射武器（利用直线电动机的电磁力原理驱动物体的质量投射器系统，比如磁轨炮和线圈炮）。按照毁伤原理，可以分为动能毁伤（kinetic damage）和载荷毁伤（payload damage）两种。
抛射兵器起先源于在史前原始社会用于狩猎的投石索、投枪器等，后出现了利用木料、橡胶甚至金属自身弹性的弓、弩和弹弓等。随着劳动和战争实践的发展，出现了金属手抛兵器和较为复杂的抛掷、弹射器械。以各种火器为代表的射击武器出现后，用高压气体为发射动力的喷射类抛射兵器成为主流，其余类的作用逐渐下降。

## 代表型号

### 抛掷武器
- 投枪器
- 机弦
- 苦无
- 手里剑
- 回旋镖
- 环刃
- 飞镖
- 标枪
- 投石机
- 重力抛石机

### 弹射武器
- 弓
- 弩
- 弹弓
- 床弩
- 弩炮

### 喷射武器
- 吹箭
- 突火枪
- 火铳
  - 手铳
- 臼炮
- 枪械
  - 气枪
  - 火器
    - 手枪
    - 步枪/卡宾枪
    - 霰弹枪
    - 冲锋枪/个人防卫武器
    - 机枪
- 枪榴弹
- 榴弹发射器
- 无后坐力炮
- 火炮
  - 直射炮
    - 加农炮
    - 坦克炮
    - 反坦克炮
    - 高射炮
    - 岸防炮

  - 曲射炮
    - 自行火炮
    - 榴弹炮
    - 迫击炮
- 火箭
  - 火箭弹发射器
    - 火箭筒
    - 火箭炮

  - 导弹
    - 空对空导弹
    - 空对地导弹
    - 地对空导弹
    - 地对地导弹
      - 弹道导弹
      - 巡航导弹
      - 反坦克导弹

    - 反舰导弹
    - 反潜导弹

### 磁射武器
- 磁轨炮
- 线圈炮